# Млыниска (Тернопольская область)
Млыниска (укр. Млиниська) — село в Теребовлянской городской общине Тернопольского района Тернопольской области Украины.
До 2020 года входило в Теребовлянский район.
Население по переписи 2001 года составляло 438 человек. Занимает площадь 0,468 км². Почтовый индекс — 48164. Телефонный код — 3551.